# Défense d'aimer (film 1942)
Défense d'aimer è un film del 1942 diretto da Richard Pottier.

## Trama
Figlio del padrone di una catena di alberghi, Maxime Gavard deve vedersela anche con l'amante, una donna possessiva e invadente. Il padre, un uomo autoritario, vuole che Maxime sposi una ricca sudamericana. Lui, per sottrarsi a quell'unione indesiderata, organizza un matrimonio a San Marino con Totte, una manicure.

## Produzione
Il film fu prodotto dalla Continental Films.

## Distribuzione
Distribuito dall'Alliance Cinématographique Européenne (ACE), il film uscì nelle sale cinematografiche francesi il 30 ottobre 1942.